# А теперь не смотри
«А тепе́рь не смотри́» (англ. Don't Look Now) — мистический триллер 1973 года режиссёра Николаса Роуга, действие которого происходит в современной Венеции. Экранизация одной из самых поздних новелл Дафны Дюморье, изданной в 1971 году.

## Сюжет
Любимая дочь Джона и Лоры Бакстеров утонула в пруду, играя на его берегу в ярко-красном плаще. Ошеломлённые этой трагедией, супруги отправляются в Венецию, где Джон занимается реставрацией церкви Сан-Николо-деи-Мендиколи. Однако аура в городе теней оказывается не совсем пригодной для того, чтобы забыть о горе. Из каналов то и дело извлекают трупы — судя по всему, в городе орудует серийный убийца.
Бакстеры знакомятся с двумя странными сёстрами, одна из которых, совершенно слепая, утверждает, что вступила в контакт с духом погибшей дочери Бакстеров. По уверениям медиума, ребёнок пытался предупредить родителей, что, пока они в Венеции, их жизням грозит опасность.
Хотя Джон и отметает предсказание сестёр как пустое суеверие, его начинают преследовать странные видения — то в водах венецианского канала он видит покойную дочку, то извлекает из воды детскую куклу, то в лабиринте сумеречных улочек ему мерещится пробегающий ребёнок в красном плаще.
Финал фильма подтверждает правоту и тех, кто верит в общение с духами умерших, и тех, кто придерживается научной картины действительности. Погнавшись за призраком в красном плаще, Джон пал от зажатого в его руке ножа. Карлица в красном плаще оказалась тем самым маньяком, которого разыскивала венецианская полиция.
В финале Лора в сопровождении ясновидящих сестёр провожает мужа в траурной гондоле в последний путь. На её губах играет слабая улыбка: она знает, что муж и дочь теперь вместе. Эта странная картина привиделась Джону за день до убийства.

## Актёры
- Джули Кристи — Лора Бакстер
- Дональд Сазерленд — Джон Бакстер
- Хилари Мейсон — Хезер
- Клелия Матания — Уэнди
- Массимо Серато — епископ Барбариджо
- Ренато Скарпа — детектив Лонги
- Аделина Поэрио — карлица-убийца

## Съёмочная группа
- Режиссёр: Николас Роуг
- Продюсер: Питер Кэтц
- Сценарист: Аллан Скотт, Крис Брайант
- Композитор: Пино Донаджио[англ.]
- Оператор: Энтони Раймонд
- Монтаж: Грэм Клиффорд

## Жанровое своеобразие
«А теперь не смотри» наряду с «Экзорцистом» и «Оменом» принадлежит к классической обойме мистических триллеров, которые были сняты в начале 1970-х на волне успеха «Ребёнка Розмари» Романа Поланского. Отличие фильма Роуга в том, что его создание не финансировали крупнейшие голливудские студии и он не предназначался для столь широкой зрительской аудитории. Пытаясь создать нечто более утончённое и интеллектуальное, чем заурядный фильм ужасов, Роуг вплёл в ткань фильма отсылки к «Смерти в Венеции» Томаса Манна и «В поисках утраченного времени» Марселя Пруста. В момент премьеры художественные достоинства фильма со специфической взрывной монтажной техникой затмила шумиха вокруг необычайно откровенной по меркам того времени эротической сцены, в которой снялись звёзды первой величины — Джули Кристи и Дональд Сазерленд. Во многих британских кинотеатрах фильм демонстрировался в тандеме с лентой «Плетёный человек», так как прокатчики нашли тематические переклички между ними.

## Эротическая сцена
Режиссёра с самого начала смутило в сценарии то, что супруги Бакстер то и дело спорят и ссорятся. Чтобы донести до зрителя подлинную степень их близости друг к другу, он неожиданно для съёмочной группы решил включить в фильм необычайно длинную и откровенную по меркам коммерческого кино начала 1970-х эротическую сцену между главными героями. Считается, что Сазерленд и Кристи впервые встретились на съёмочной площадке и постельная сцена была первым эпизодом, в котором они снимались. Кристи была шокирована таким началом съёмок. Впоследствии американские ревнители общественной нравственности заявили, что в таком виде фильм не сможет быть выпущен в США в широкий прокат. Вырезать крамольную сцену требовал также сожитель Кристи, Уоррен Битти. Пойдя навстречу критикам, Роуг перетасовал «обнажёнку» с флешфорвардами приготовления супругов к тому, чтобы выйти из дома. В таком виде эротическая сцена была признана обладающей необходимыми художественными достоинствами для того, чтобы войти в прокатную версию фильма.

## Музыка
Найти композитора к фильму помог итальянский продюсер Уго Мариатти, давний приятель Роуга. В то время малоизвестный, но подающий надежды 32-летний композитор из Венеции Пино Донаджио охотно согласился помочь в создании триллера. Музыка, по замыслу режиссёра, должна была стать одним из ключевых художественных средств этой картины. После выхода в свет «А теперь не смотри» на венецианца обратил внимание другой мастер триллеров — Брайан Де Пальма, пригласив того для совместной работы над фильмом «Кэрри».

## Признание
- Операторская работа молодого Энтони Ричмонда была удостоена премии BAFTA за 1973 год.
- Писательница Дафна Дюморье, редко признававшая удачи экранизаций своих произведений, одобрила фильм, высказав, впрочем, досаду, что не во всех картинах по её книгам смогла сыграть Джули Кристи.
- Сцены из фильма цитируются в некоторых популярных лентах XXI века, включая «Казино „Рояль“»[7] и «Залечь на дно в Брюгге»[8], причём в последнем один из персонажей прямо упоминает венецианский фильм Роуга. Упоминание есть в мультсериале «Рик и Морти» (4-й сезон, 7-я серия).
- В списке 100 лучших британских фильмов за 100 лет по версии Британского киноинститута фильм Роуга попал в первую десятку[9].
- Во время опроса читателей, проведённого в 2011 году лондонским изданием Time Out с целью выявить лучший фильм в истории британского кино, лента «А теперь не смотри» набрала наибольшее число баллов[10].

## Интересные факты
Биографы Дюморье утверждают, что свои любовные отношения с другими женщинами писательница кодировала эпитетом «венецианский». Таким образом, «поехать в Венецию» для неё означало «закрутить роман с женщиной». После потери своей возлюбленной, Гертруды Лоуренс, Дюморье на какое-то время уехала в реальную Венецию.